# شتيفاني هايدنر
شتيفاني هايدنر (بالألمانية: Stefanie Haidner)‏ مواليد 18 نوفمبر 1977 في فيينا، هي لاعبة كرة مضرب نمساوية سابقة بدأت مسيرتها كمحترفة سنة 1999 وكانت تلعب باليد اليمنى، اعتزلت اللعب في 2015. أعلى تصنيف لها في الفردي كان 232. أعلى تصنيف لها في الزوجي كان 165.

## روابط خارجية
- شتيفاني هايدنير على موقع رابطة محترفات التنس (الإنجليزية)
- شتيفاني هايدنير على موقع الاتحاد الدولي لكرة المضرب (الإنجليزية)
- شتيفاني هايدنير على موقع خلاصة التنس.كوم (الإنجليزية)